# Carduelis citrinella
Il venturone, noto anche come venturone alpino o canarino di montagna (Carduelis citrinella (Pallas, 1764)), è un uccello passeriforme della famiglia dei Fringillidi.

## Etimologia
Il nome scientifico della specie, citrinella, deriva dal latino citrus (limone) ed indicava in passato una delle due specie di fringillidi dal piumaggio verde-giallastro diffuse in Europa meridionale (l'altra era serinus, il verzellino).

## Descrizione

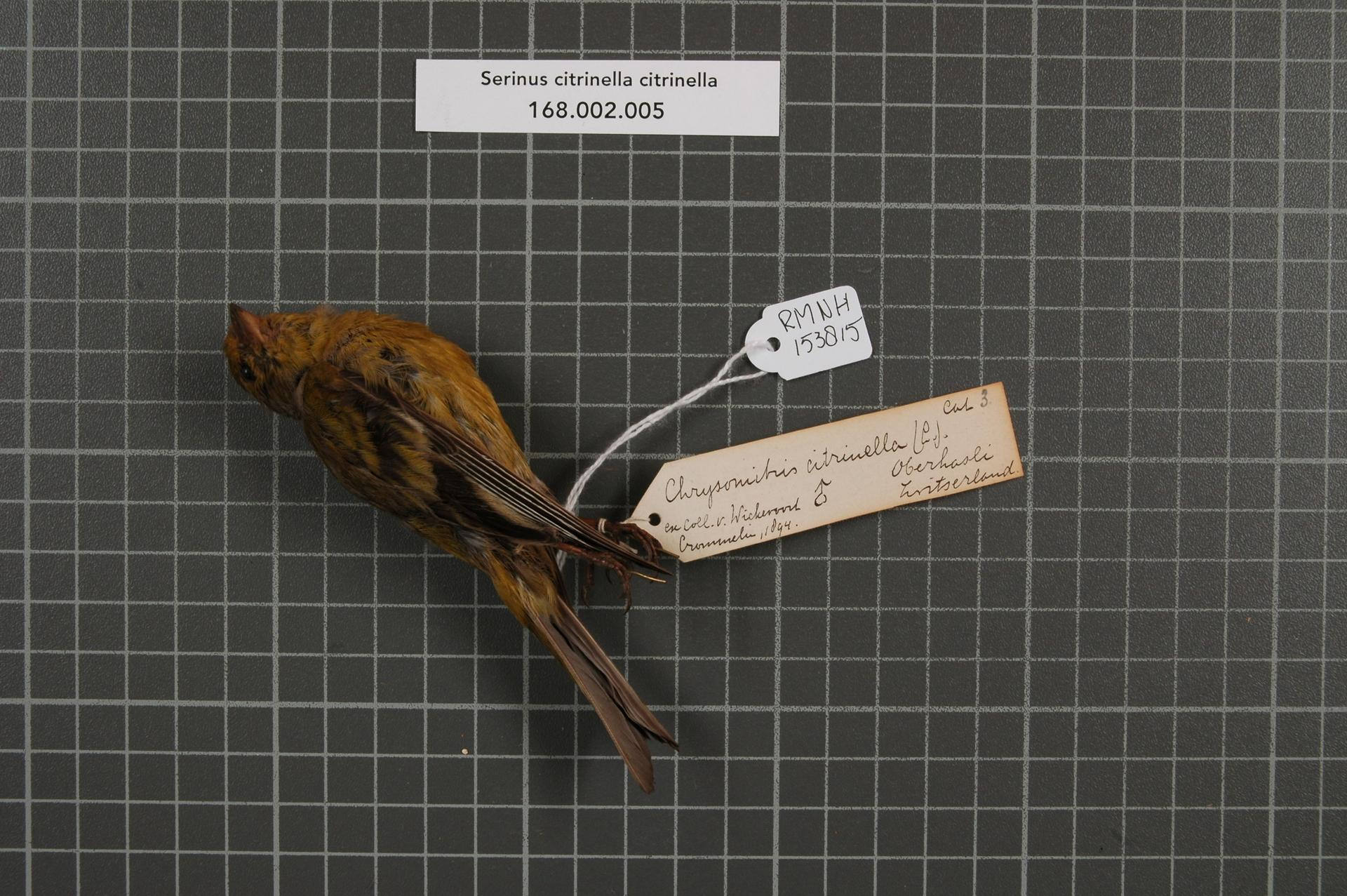
Maschio impagliato.

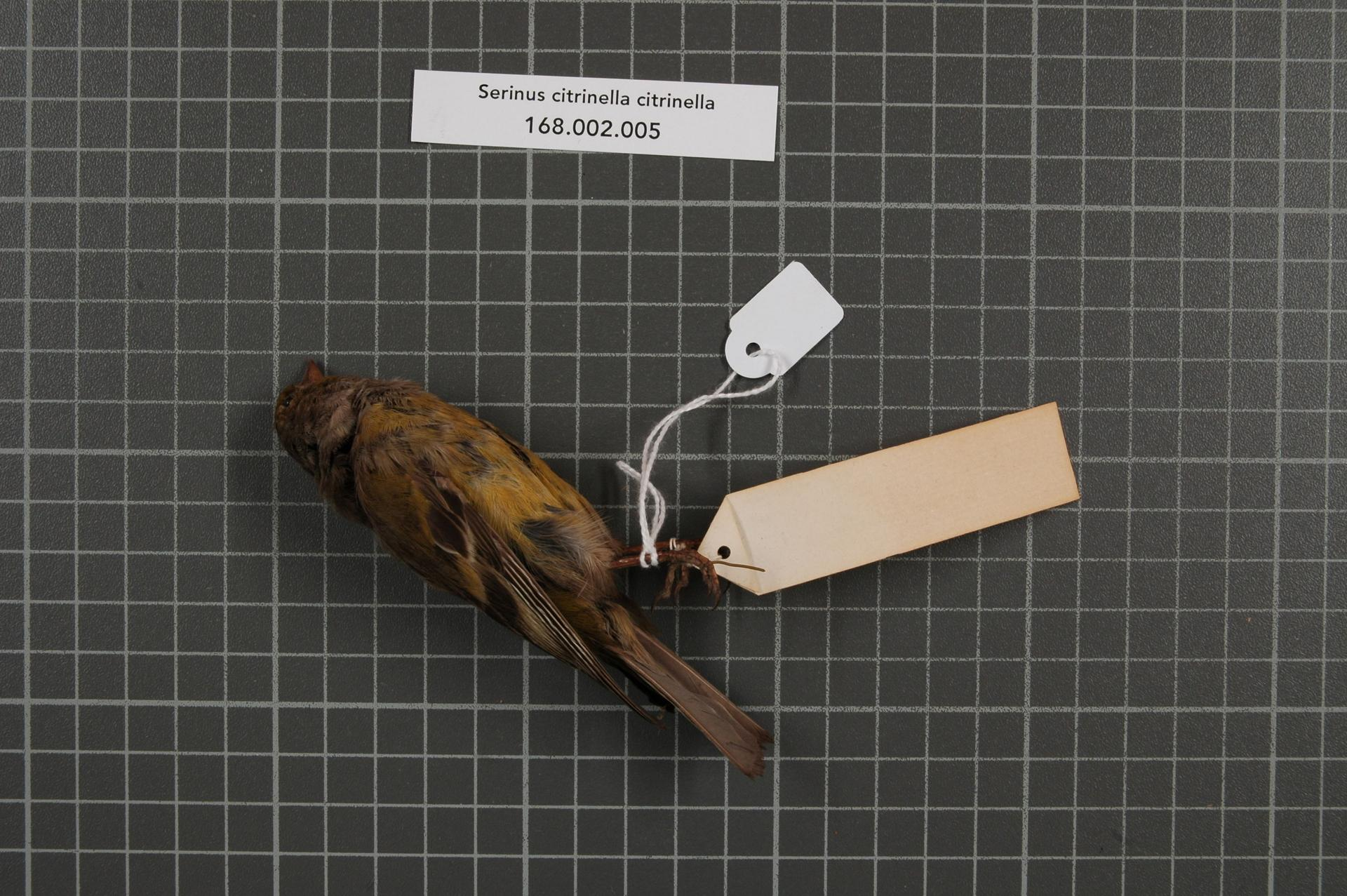
Femmina impagliata.

### Dimensioni
Misura 11,5–13 cm, per un peso di 12-14 grammi.

### Aspetto
Si tratta di uccelli dall'aspetto paffuto, muniti di testa arrotondata, piccolo becco conico, ali arrotondate e coda dalla punta lievemente forcuta.

Nel complesso, i venturoni ricordano molto dei canarini, dai quali si differenziano principalmente per la presenza della barra alare gialla.
Il piumaggio è giallo-verdastro su faccia, calotta, petto e codione, tendente a schiarirsi su ventre e sottocoda e a sfumare nel bruno sul dorso, mentre i fianchi sono grigi, così come dello stesso colore sono nuca e lati del collo (con presenza di una banda trasversale biancastra che va da spalla in spalla e separa il giallo facciale da quello pettorale). Ali e coda sono nere, le prime con evidente barra alare gialla.

Il dimorfismo sessuale è presente ma non evidentissimo, con le femmine dalla livrea meno brillante e dal giallo facciale e toracico meno esteso. In ambedue i sessi il becco è grigio-nerastro, le zampe sono di color carnicino e gli occhi sono di colore bruno scuro.

## Biologia

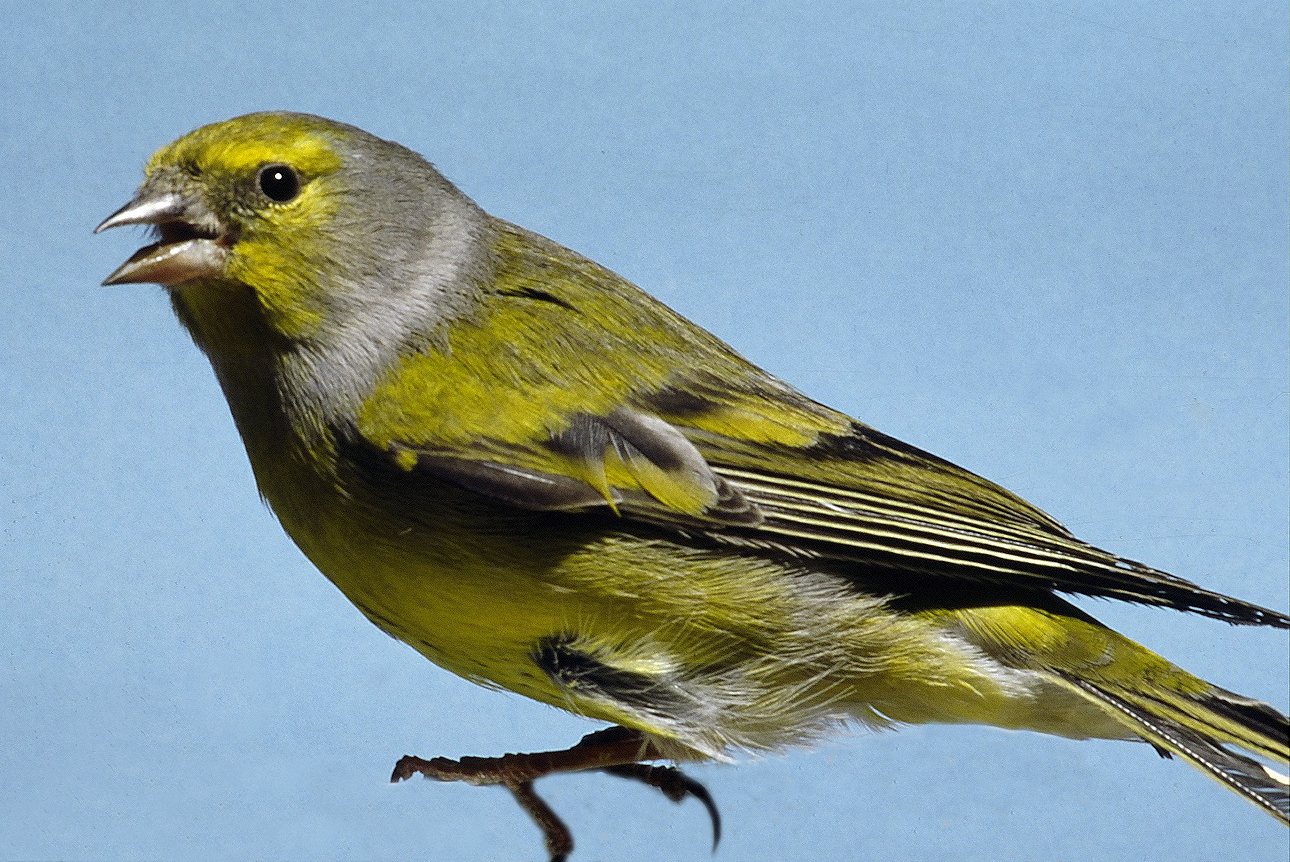
Venturone maschio canta in gabbia.

I venturoni sono uccelli diurni, molto miti e schivi, non facilissimi da osservare, i quali vivono perlopiù in coppie o in gruppetti e si muovono perlopiù fra i rami, i cespugli e l'erba alta alla ricerca di cibo.
Il canto dei maschi è sommesso ma melodioso, e ricorda molto quello del canarino selvatico o del verzellino: i richiami che questi uccelli utilizzano per tenersi in contatto fra loro durante la ricerca di cibo, invece, ricordano quelli del lucherino.

### Alimentazione
Questi uccelli si nutrono principalmente di semi di alberi (peccio, salice, pino etc.), bacche, frutta e germogli, ma non disdegnano (specie durante il periodo riproduttivo) di mangiare sporadicamente anche insetti ed altri piccoli invertebrati.

### Riproduzione
La stagione riproduttiva va dalla metà di marzo ad agosto. Si tratta di uccelli monogami, i cui maschi attirano le femmine cantando a squarciagola da posatoi in evidenza (rocce, alberi solitari, cespugli) già verso la fine dell'inverno, per passare poi insieme tutta la primavera e l'estate.

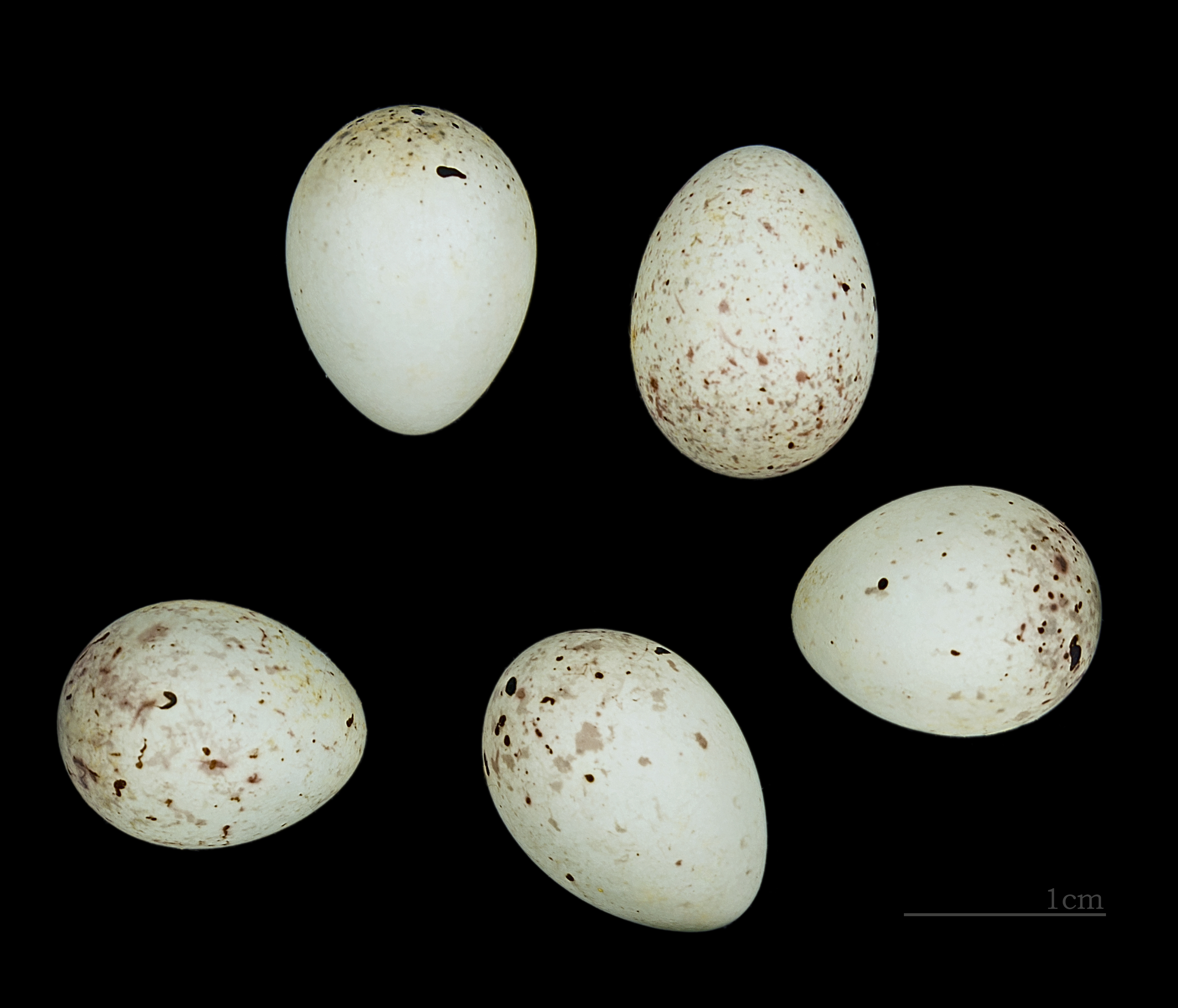
Uova al Museo di storia naturale di Tolosa.

Il nido, a forma di coppa, viene costruito dalla sola femmina, con alcuni maschi che possono fornire parte del materiale da costruzione: esso è costituito da rametti e fibre vegetali intrecciati, con l'interno foderato di lanugine e piumino. Come sito di costruzione del nido viene generalmente scelto un albero di conifera.

All'interno del nido, la femmina depone 4-5 uova, di colore azzurrino chiarissimo, munite di screziature di varia tonalità di bruno specialmente sul polo ottuso: la cova è prerogativa della femmina, col maschio che staziona presso il nido tenendo di guardia i dintorni ed occupandosi di reperire il cibo per sé e per la partner.

Alla schiusa, i pulli sono ciechi ed implumi: essi vengono imbeccati ed accuditi da ambedue i genitori, e sono in grado d'involarsi attorno alle tre settimane dalla schiusa, pur non rendendosi generalmente indipendenti prima del mese e mezzo di vita.

## Distribuzione e habitat

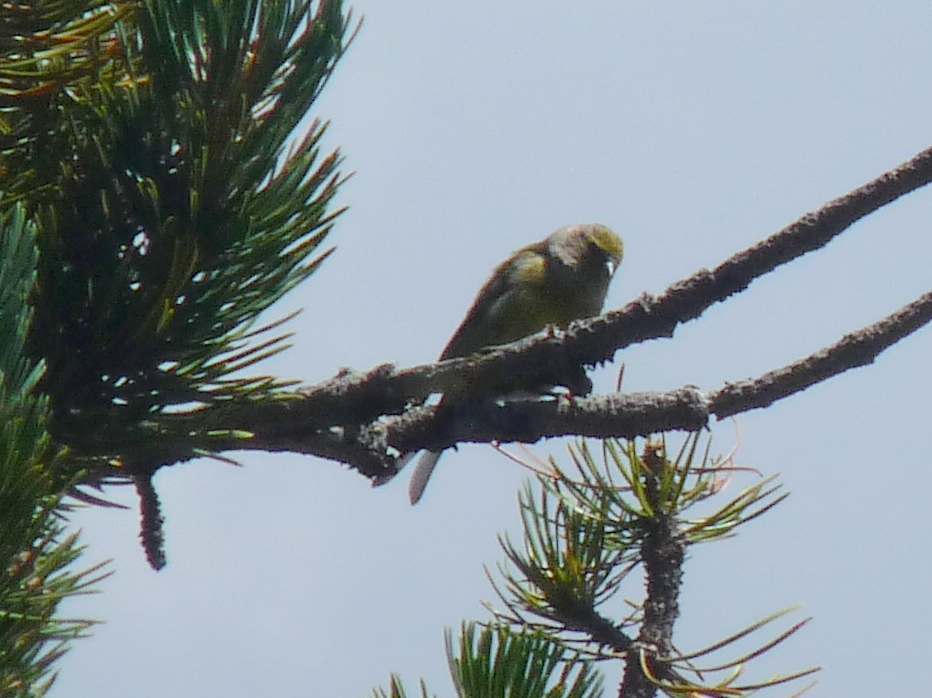
Esemplare a Barcellona.

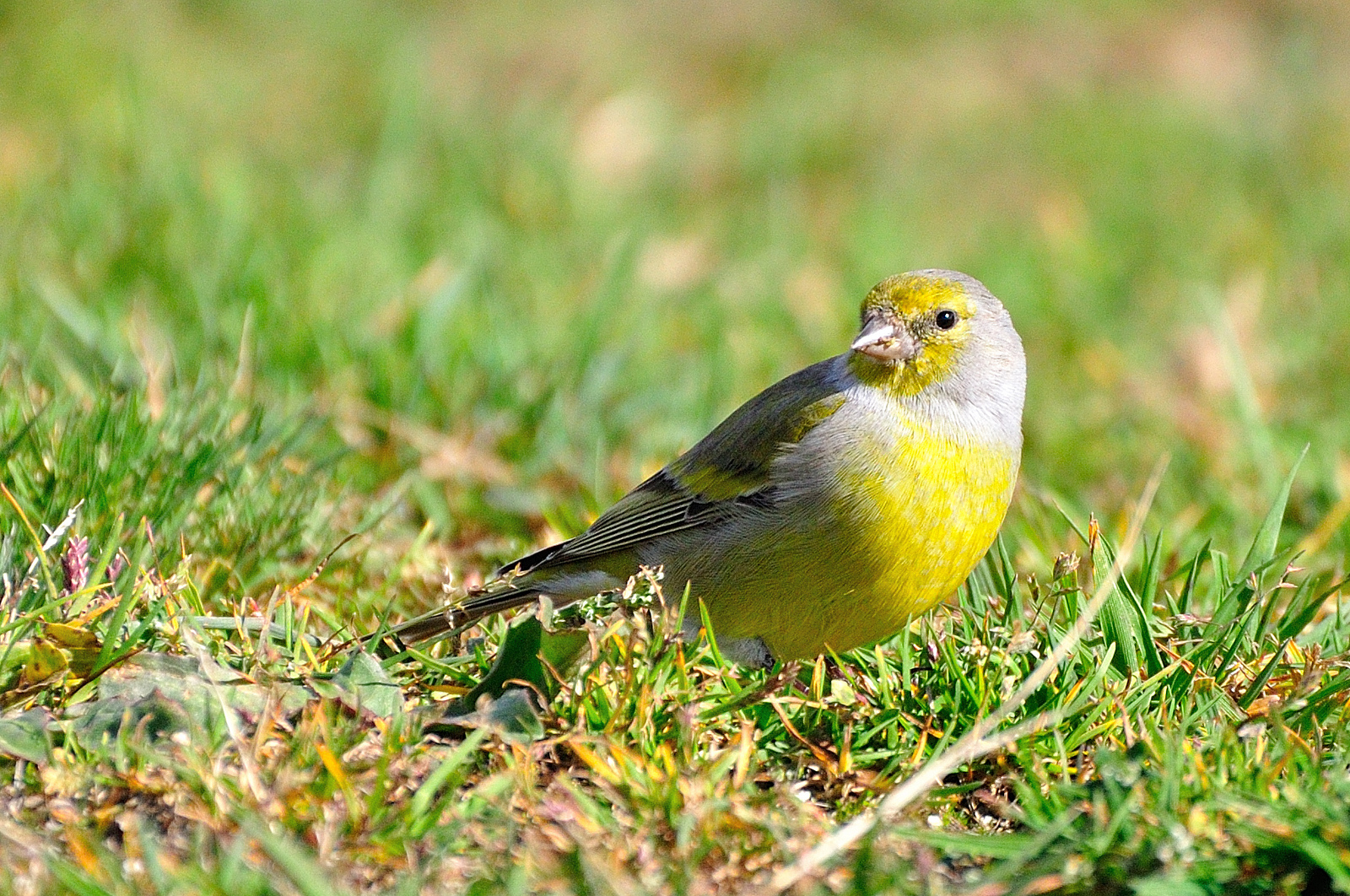
Esemplare al suolo a Plateau de Beille.

Il venturone è diffuso in gran parte dell'Europa meridionale ed in parte dell'Europa centrale, occupando un areale che comprende la Cordigliera Cantabrica, i Pirenei, aree frammentate della Spagna centrale e meridionale, il Massiccio centrale, il Midi francese (dove generalmente sverna), l'Alsazia e tutto l'arco alpino: generalmente, l'area di riproduzione più settentrionale di questi uccelli viene considerata la Foresta Nera, con singoli esemplari (probabilmente accidentali in dispersione o individui sfuggiti dalla cattività) osservati in Sassonia a cavallo fra il XIX secolo e la prima guerra mondiale. Generalmente stanziale, le popolazioni delle aree di maggiore quota possono scendere più a valle durante il periodo freddo.
L'habitat di questi uccelli è rappresentato dalle aree boschive submontane e montane a prevalenza di conifere (peccio, larice e pino), laddove il bosco comincia a diradarsi per far spazio ai pascoli alpini.

## Tassonomia
In passato il venturone veniva ascritto al genere Serinus, mentre attualmente, a seguito di analisi del DNA mitocondriale, si tende a considerarlo un componente del genere Carduelis.
Per lungo tempo il venturone corso è stato considerato una sottospecie del venturone europeo, tuttavia in seguito all'elevazione di questa popolazione al rango di specie a sé stante il venturone europeo rappresenta una specie monotipica.